# Abunai Doyōbi
Abunai Doyōbi (危い土曜日, Samedi dangereux) est le troisième single du trio japonais Candies. Ce single est sorti le 21 avril 1974 au Japon. 
Cet album est le troisième de se groupe à se place consécutivement dans le Top 50 de l'Oricon. La chanson a été reprise par le groupe THE Possible (Hello! Project) sur leur album 1 Be Possible!, en 2007.

## Pistes
1. Abunai Doyōbi (危い土曜日?, Samedi dangereux)
2. Seishun no Mannaka (青春の真中?, Dans le milieu de la jeunesse)

- Paroles : Kazumi Yasui
- Musique : Kōichi Morita
- Arrangements : Kōji Ryūzaki

## Classement
| Charts (1974)        | Meilleur classement |
| -------------------- | ------------------- |
| Oricon Singles Chart | 46e                 |